# Јована Герман
Јована Герман (девојачки Вујновић, рођена у Београду), позната и као Yoya Wolf, српска је певачица и кантауторка.

## Биографија
Јована Герман рођена је у Београду као Јована Вујновић. Иако потиче из "немузичке" породице, Јована је кренула да свира клавир са две године, а певањем се бави од пете године. Певала је у хоровима и соло и предводи Електрик фанк и 1Плус2 Трио, бендове које је формирала са супругом Гораном Германом (клавијатуре) и пријатељем Браниславом Вукобратовићем (бас). Од 2010. године активно наступа на београдској клупској сцени, најпре са бендом Magic Beans, а 2012. године постаје главни вокал бенда Еутерпа, једног од најтраженијих клупских бендова за који је написала сингл "Судар". Са поп групама Алфапоп и Тир на нОг снимила је два албума. Јована је 2008. провела годину дана у Лондону на LCCM-у (Лондонски центар за савремену музику), а након тога, у Београду, завршила је право. У то време, осим музике, ради на магистарској тези из комуникологије.
Јована је, у пратњи басисте Миладина Стојковића (кога је упознала док је радила у групи Magic Beans) 2013. године урадила обраду песме A Wolf At The Door британске групе Radiohead за компилацијски албум Radio In My Head британске издавачке куће Bandhouse Records. Песма је снимљена у студију Крокодил у Панчеву, уз Петра Стевановића (клавир) и Страхињу Стојанова (бубњеви).
У даљој сарадњи са Миладином, развија сопствену музику и звук. Ускоро су окупили бројне српске музичаре и плодови њиховог рада постају евидентни. Песма Open Your Heart прва је ауторска (оригинална) песма Јоване Герман. Сама је написала музику и текст, док аранжман потписују Марко Кон, Миладин Стојковић и Горан Герман. Сингл је снимљен у београдском студију Студио 3000, а микс и мастеринг су рађени у The Park Studios у Лондону. Песму је издала лондонска издавачка кућа Bandhouse Records. Убрзо је снимљен и спот који је режирао Владимир Марковић Луни.
Бавила се и синхронизацијом Дизни филмова за студио Ливада Београд.

## Дискографија

### Синглови
- (соло, 2012)

### Албуми
- (група Tir na n'Og, 2006)
- Алфапоп (група Алфапоп, 2010)
- Никад није касно (група Зарђали ексер, 2012)
- Сети се нашег завета (група Фламингоси, 2014)

## Синхронизација
| Година | Наслов                             | Улога              |
| ------ | ---------------------------------- | ------------------ |
| 2017.  | Лепотица и звер (2017)             | додатни гласови    |
| 2019.  | Покахонтас (званична синх.)        | Покахонтас (песме) |
| 2019.  | Покахонтас 2: Путовање у Нови свет | Покахонтас (песме) |